# Ołeksandr Materuchin
Ołeksandr Iwanowycz Materuchin, ukr. Олександр Іванович Матерухін (ur. 17 października 1981 w Kijowie) – ukraiński hokeista, reprezentant Ukrainy i Białorusi, trener.

## Kariera zawodnicza
- Sokił 2 Kijów (1998-1999)
- Acadie-Bathurst Titan (1999-2001)
- Des Moines Buccaneers (2001-2002)
- Richmond Renegades (2002-2003)
- Louisiana IceGators (2003-2004)
- Houston Aeros (2003)
- Pensacola Ice Pilots (2004-2005)
- HK Mohylew (2005-2007)
- Junost' Mińsk (2007-2011)
- Donbas Donieck (2011-2013)
  -  Donbas Donieck 2 (2013)
- HK Nioman Grodno (2013)
- Dynama Mińsk (2013-2017)
  -  HK Szachcior Soligorsk (2014/2015)
- HK Dynama Mołodeczno (2017)
- HK Szachcior Soligorsk (2017-2018)
- Jugra Chanty-Mansyjsk (2018-2019)
- HK Mohylew (2019)
- Donbas Donieck (2019)
- Dnipro Chersoń (2019-2020)
- HK Mohylew (2020-2021)

Wychowanek Sokiłu Kijów. Od czerwca 2011 zawodnik Donbasu Donieck, w barwach którego rozegrał siedem meczów w KHL. Od sierpnia 2013 zawodnik HK Nioman Grodno. Od października zawodnik Dynama Mińsk. W barwach tej drużyny w pierwszym meczu 11 października 2013 strzelił swojego premierowego gola w KHL, który był zwycięski w spotkaniu. Od maja 2014 ponownie zawodniku Donbasu Donieck. Od lipca 2014 zawodnik Dynama Mińsk i przekazany do zespołu farmerskiego HK Szachcior Soligorsk. W marcu 2015 przedłużył kontrakt z Dynama Mińsk o trzy lata. Od stycznia 2018 ponownie w Szachciorze Soligorsk. W czerwcu 2018 został graczem Jugry Chanty-Mansyjsk. W sierpniu 2019 dołączył do HK Mohylew, we wrześniu 2019 został graczem Donbasu Donieck, skąd został zwolniony na początku grudnia 2019. Wkrótce potem przeszedł do klubu Dnipro Chersoń. W lipcu ponownie został graczem drużyny z Muhylewa. W maju 2021 ogłosił zakończenie kariery.
W barwach Ukrainy uczestniczył w turniejach mistrzostw świata w 2006, 2007 (Elita), 2008, 2010, 2011, 2012, 2013, 2014 (Dywizja I). W składzie Białorusi wystąpił w turnieju MŚ edycji 2018.

## Kariera trenerska
Wraz z zakończeniem kariery zawodniczej w maju 2021 został ogłoszony głównym trenerem HK Mohylew.

## Sukcesy
Reprezentacyjne
- Awans do MŚ Dywizji I Grupy A: 2013

Klubowe
- Mistrzostwo w sezonie zasadniczym ECHL: 2005 z Pensacola Ice Pilots
- Złoty medal mistrzostw Białorusi: 2009, 2010, 2011 z Junosti Mińsk
- Srebrny medal mistrzostw Białorusi: 2008 z Junosti Mińsk, 2016 z Szachciorem
- Puchar Kontynentalny: 2011 z Junosti Mińsk, 2013 z Donbasem Donieck
- Drugie miejsce w Pucharze Kontynentalnym: 2010, 2012 z Junosti Mińsk
- Puchar Białorusi: 2009, 2010 z Junosti Mińsk
- Złoty medal mistrzostw Ukrainy: 2013 z Donbasem Donieck 2
- Złoty medal mistrzostw Białorusi: 2015 z Szachciorem Soligorsk
- Brązowy medal mistrzostw Białorusi: 2018 z Szachciorem Soligorsk

Indywidualne
- Ekstraliga białoruska w hokeju na lodzie (2005/2006):
  - Pierwsze miejsce w klasyfikacji strzelców: 32 gole
- Ekstraliga białoruska w hokeju na lodzie (2007/2008):
  - Pierwsze miejsce w klasyfikacji strzelców: 26 gole
- Ekstraliga białoruska w hokeju na lodzie (2009/2010):
  - Pierwsze miejsce w klasyfikacji strzelców w sezonie zasadniczym: 32 gole (ex aequo)[17]
  - Pierwsze miejsce w klasyfikacji asystentów w sezonie zasadniczym: 40 asyst[18]
  - Pierwsze miejsce w klasyfikacji kanadyjskiej w sezonie zasadniczym: 72 punkty[19]
  - Pierwsze miejsce w klasyfikacji strzelców w fazie play-off: 6 goli[20]
- Puchar Kontynentalny 2009/2010:
  - Najlepszy napastnik turnieju
- Mistrzostwa Świata w Hokeju na Lodzie 2010/I Dywizja Grupa A:
  - Pierwsze miejsce w klasyfikacji strzelców turnieju: 6 goli
- Ekstraliga białoruska w hokeju na lodzie (2010/2011):
  - Trzecie miejsce w klasyfikacji strzelców w sezonie zasadniczym: 30 goli[21]
  - Drugie miejsce w klasyfikacji kanadyjskiej w sezonie zasadniczym: 71 punktów[22]
  - Trzecie miejsce w klasyfikacji strzelców w fazie play-off: 8 goli[20]
  - Drugie miejsce w klasyfikacji asystentów w fazie play-off: 11 asyst[23]
  - Drugie miejsce w klasyfikacji kanadyjskiej w fazie play-off: 19 punktów[24]
- Mistrzostwa Świata w Hokeju na Lodzie 2011/I Dywizja Grupa B:
  - Pierwsze miejsce w klasyfikacji kanadyjskiej turnieju: 9 punktów
  - Najlepszy napastnik turnieju
- Mistrzostwa Świata w Hokeju na Lodzie 2012/I Dywizja Grupa A:
  - Pierwsze miejsce w klasyfikacji asystentów turnieju: 5 asyst
- Profesionalna Chokejna Liha (2012/2013):
  - Pierwsze miejsce w klasyfikacji strzelców w fazie play-off: 8 goli[25]
  - Drugie miejsce w klasyfikacji asystentów w fazie play-off: 7 asyst[26]
  - Pierwsze miejsce w klasyfikacji kanadyjskiej w fazie play-off: 15 punktów[27]
- Mistrzostwa Świata w Hokeju na Lodzie 2013/I Dywizja Grupa B:
  - Zwycięski gol w meczu z Polski (4:3) decydującym o awansie do Dywizji IA
- Mistrzostwa Świata w Hokeju na Lodzie 2014/I Dywizja Grupa A:
  - Najlepszy zawodnik reprezentacji na turnieju[28]